# Johan Anthierens
Johan Anthierens (22 de agosto de 1937-20 de marzo de 2000) fue un periodista, columnista, publicista, crítico y escritor belga. Se hizo famoso debido a sus columnas periodísticas de crítica social, así como sus opiniones igualmente polémicas durante sus entrevistas. Publicó en las revistas satíricas HUMO y Knack y, posteriormente fundó su propia revista satírica de corta duración llamada De Zwijger que fue publicado entre 1982 y 1985. El público general lo conoció gracias a sus apariciones en la televisión, tanto como miembro del jurado en el concurso De Wies Andersen Show y como entrevistador en el programa de entrevistas Noord-Zuid (Norte-Sur). Debido a sus críticas confrontacionales hacia el capitalismo, la monarquía, la iglesia, el establishment y los movimientos de ultraderecha, Anthierens tuvo tanto una enorme cantidad de partidarios como de detractores. Aun así, junto con Louis De Lentdecker y Maurice De Wilde, fue ampliamente considerado como uno de los "Tres Grandes" del periodismo crítico flamenco.

## Carrera periodística
Anthierens nació en Machelen (Brabante Flamenco) en 1937, en el seno de una enorme familia con siete hijas y cinco hijos. Fue el hijo menor de la familia. Sus hermanos mayores, Karel y Jef Anthierens también se convirtieron en famosos periodistas en Flandes. Gracias a ellos, logró obtener el trabajo de diseñador jefe para la revista HUMO entre los años cincuenta y sesenta, pero también trabajó para De Post y en Mimo. Durante los años setenta, recibió su propia columna en la revista Knack, donde inicialmente era solo un supuesto crítico de programas de televisión, pero más tarde lo utilizaría como una salida para aquellos temas sociales que lo molestaban, siempre escritos con una dosis sana de ironía y sarcasmo. Muchos lectores escribieron cartas de quejas y después de un tiempo, ninguna revista estuvo dispuesta a publicar sus críticas sociales.
En 1960, él y Eddy Ryssack también hicieron una tira cómica llamada De geheime avonturen van Kapitein Matthias (Las aventuras secretas del Capitán Matthias), basado en la popularidad del show de televisión Schipper naast Mathilde. El cómic fue publicado en HUMO.

## Radio y televisión
Anthierens era conocido por su amor al chanson, especialmente hacia las letras anárquicas de Léo Ferré, Georges Brassens y Jacques Brel. Durante los años sesenta, presenta su propio programa de radio, Charme van het Chanson en una radio pública, y tocó canciones tanto en idioma francés, como en holandés y flamencas en varios cabarés. Fue censurado por transmitir una canción prohibida por Ferre airplay, y posteriormente será censurado nuevamente al leer la letra de la canción antipapa escrita por Hugo Raspoet, llamada "Evviva il Papa", la cual leyó en voz alta en vez de transmitir la canción. En 1998, Anthierens escribiría una biografía sobre Brel, llamado "De passie en de pijn" ("La pasión y el dolor"), el cual era una declaración de amor hacia la música del cantautor belga, complementando el libro con entrevistas realizadas por él mismo en el pasado.
Desde 1976, Anthierens fue miembro del jurado del programa de concursos De Wies Andersen Show. En el primer episodio causó un escándalo mediático por a afirmar: "estoy felizmente divorciado." Junto con Monica Moritz y Guido Depraetere presentaron "Bij Nader Inzien". En 1978, dirigió y fue entrevistador en el programa de entrevistas Noord-Zuid (Norte-Sur), junto con la presentadora de televisión holandesa Mies Bouwman. En un episodio el cantante holandés Vader Abraham fue el invitado estelar. Durante esa entrevista, Anthierens no ocultó su rechazo hacia la música del cantante, y después de que insinuara que el cantante no le había pagado los derechos a Peyo para hacer una exitosa canción sobre Los Pitufos, Abraham se levantó de su asiento y se fue indignado en medio del programa. Este no fue el primer incidente, ya que anteriormente, también había criticado al músico Will Tura y al entonces Primer ministro belga Leo Tindemans, pero la salida de Abraham causó tal tormenta mediática que Anthierens fue despedido del programa. Se le ofreció a Bouwman continuar el programa con un anfitrión diferente, pero rechazó la oferta y por lo tanto, el programa fue cancelado.

## De Zwijger
En 1982, Anthierens dejó su trabajo en Knack para trabajar en su propia revista, De Zwijger (El Silencioso). Se basó en el periódico satírico francés Le Canard Enchaîné y pretendía que fuese una revista de noticias satíricas y de opinión. Desafortunadamente no llegó a ser más que una revista de culto, y como Anthierens era incapaz de combinar sus escrituras con el funcionamiento general de la revista, De Zwijger cerró en 1985.

## Últimos años
Anthierens obtuvo tantos enemigos que con el pasar de los años, le fue muy difícil encontrar trabajo en otras revistas. Sin embargo, se le permitió regresar nuevamente a la televisión e hizo un programa de viajes sobre sus ídolos Willem Elsschot y Jacques Brel, a quienes también les escribió libros, siendo uno publicado en 1992, y otro en 1998. En 1994 fue copresentador del programa de archivos "Gisteren Gekeken?" (1994-1996). Durante sus últimos años, se hizo más famoso por escribir ensayos personales y libros que criticaban a la monarquía belga, la influencia de la Iglesia católica, la comercialización y el sensacionalismo en los medios de comunicación flamencos y el avance de los movimientos ultraderechistas. También escribió un libro sobre Irma Laplasse, un colaborador flamenco durante la Segunda Guerra Mundial ("Zonder Vlagvertoon") y el líder de la resistencia Albert Vandamme. También escribió el texto para un libro sobre el caricaturista GAL, uno de sus amigos.
Anthierens también llegó a ser popular en los Países Bajos y un frecuente invitado en el Centro de Ámsterdam para la Cultura flamenca De Brakke Grond. También llegó a publicar en el periódico De Volkskrant.

## Muerte
Anthierens falleció en el año 2000, a la edad de 62 años, a raíz de la enfermedad de Hodgkin. En su funeral, el caricaturista GAL fue uno de los que portó su féretro.